# Vũ Thị Trang
Vũ Thị Trang (sinh ngày 19 tháng 5 năm 1992) tại Tỉnh Bắc Giang, là một vận động viên cầu lông Việt Nam. Cô tham dự Thế vận hội Mùa hè 2016 ở Rio de Janeiro, Brasil.
Thành tích thi đấu quốc tế tiêu biểu của Vũ Thị Trang là tấm huy chương đồng Olympic trẻ 2010, huy chương đồng SEA Games 27 năm 2013 (tấm huy chương đầu tiên của cầu lông nữ Việt Nam tại đấu trường khu vực). Vũ Thị Trang cũng là tay vợt nữ đầu tiên lọt vào vòng 16 tay vợt mạnh nhất nội dung đơn nữ tại giải vô địch thế giới 2014 ở Copenhagen, Đan Mạch.
Ngày 5 tháng 1 năm 2015, Vũ Thị Trang được kết nạp Đảng.

## Thành tích

### BWF International Challenge/Series
Đơn nữ
| Năm  | Giải                            | Đối thủ tại chung kết | Tỉ số               | Kết quả |
| ---- | ------------------------------- | --------------------- | ------------------- | ------- |
| 2017 | Vietnam International           | Pornpawee Chochuwong  | 16-21, 17-21        | Á quân  |
| 2016 | Bangladesh International        | Nguyễn Thùy Linh      | 21-18, 21-13        | Vô địch |
| 2016 | Vietnam International Challenge | Kawakami Saena        | 19-21, 21-19, 21-13 | Vô địch |
| 2016 | Waikato International           | Hsuan-Yu Wendy Chen   | 21-12, 21-15        | Vô địch |
| 2015 | White Nights                    | Rong Schafer          | 21-14, 21-14        | Vô địch |
| 2014 | Vietnam International Series    | Supamart Mingchua     | 21-23, 21-9, 21-8   | Vô địch |

Đôi nữ
| Năm  | Giải                         | Người đánh cặp | Đối thủ                            | Tỉ số              | Kết quả |
| ---- | ---------------------------- | -------------- | ---------------------------------- | ------------------ | ------- |
| 2016 | Bangladesh International     | Nguyễn Thị Sen | Meghana Jakkampudi Poorvisha S Ram | 21-6, 20-22, 21-11 | Vô địch |
| 2016 | Vietnam International Series | Nguyễn Thị Sen | Lim Yin Loo Yap Cheng Wen          | 21-18, 24-22       | Vô địch |
| 2014 | Vietnam International Series | Nguyễn Thị Sen | Lê Thị Thanh Thủy Đặng Kim Ngân    | 22-20, 21-15       | Vô địch |

     Giải thuộc BWF International Challenge
     Giải thuộc BWF International Series
     Giải thuộc BWF Future Series

## Đời tư
Vũ Thị Trang cùng tay vợt cầu lông Nguyễn Tiến Minh làm lễ kết hôn vào cuối tháng 12 năm 2016.
Đồng đội thân thiết nhất, đánh cặp ăn ý nhất của Vũ Thị Trang là cô bạn cùng thôn Nguyễn Thị Sen. Bộ đôi này giúp Bắc Giang thống trị tuyệt đối nội dung đồng đội nữ, đôi nữ và đơn nữ. Thành tích gần đây nhất là chiến thắng tại Giải Cầu lông đồng đội toàn quốc 2017 do Li-Ning tài trợ